# Tadeusz Janczenko
Tadeusz Janczenko (ur. 9 stycznia 1946 w Świebodzinie) – polski lekkoatleta, wieloboista.

## Osiągnięcia
Zawodnik klubów: Budowlani Bydgoszcz i Zawisza Bydgoszcz. Olimpijczyk z Monachium (1972) - zajął tam 8. miejsce w dziesięcioboju z wynikiem 7861 pkt. 4-krotny mistrz (1969, 1970, 1971 i 1972) i 4-krotny rekordzista kraju w dziesięcioboju. W roku 1972 sklasyfikowany na 8. miejscu w rankingu magazynu Track and Field News.

## Rekordy życiowe
- dziesięciobój – 7869 pkt (10 sierpnia 1972, Warszawa[3]) – 14. wynik w historii polskiej lekkoatletyki